# Ahmed Kathrada
Ahmed Mohamed Kathrada, né le 21 août 1929 à Schweizer-Reneke (province du Transvaal) en Afrique du Sud et mort le 28 mars 2017 à Johannesbourg, est un homme politique sud-africain, membre du Congrès national africain, membre du Parlement (1994-1999) et ancien militant anti-apartheid.

## Biographie

### Origines
Quatrième d'une fratrie de six enfants, né dans une famille musulmane d'immigrés originaire du Gujarat en Inde, Ahmed Kathrada suit des études secondaires au lycée indien de Johannesburg où il est très jeune marqué par les idées du Congrès indien du Transvaal et par ses dirigeants tels Yusuf Dadoo. Il adhère alors qu'il n'a que 12 ans à la ligue de jeunesse communiste et prend part à diverses activités militantes telle la distribution de tracts, la résistance contre l'application de la Loi Pegging de 1941 (loi interdisant aux étrangers d'acheter une propriété ou un terrain dans la ville de Durban à l'exception de ceux disposant d'un permis de résidence) ou la campagne menée par Dadoo contre l'implication de l'Afrique du Sud dans la Seconde Guerre mondiale.

### Militantisme politique
À l'âge de 17 ans, Ahmed Kathrada quitte l'école pour travailler à plein temps pour le Conseil de la résistance passive du Transvaal afin de travailler contre le Ghetto Act, un projet de loi foncier concernant les Indiens et les Asiatiques, qui vise à déterminer les zones où les Indiens peuvent résider, posséder des commerces et être propriétaires et à leur donner une représentation politique spécifique et limitée.  Kathrada est alors l'un des deux mille volontaires emprisonnés à la suite de la campagne (il passe un mois en prison pour désobéissance civile). Il est ensuite élu secrétaire général du congrès de la jeunesse du Transvaal.
Alors que Kathrada est étudiant à l'université de Witwatersrand, il est envoyé en 1951, comme délégué du Congrès de la jeunesse du Transvaal, au 3e festival mondial de la jeunesse qui se tient à Berlin-Est et assiste au congrès de l'Union internationale des étudiants  qui se tient à Varsovie en Pologne. Il se rend enfin à  Budapest en république populaire de Hongrie où il travaille pendant 9 mois à la Fédération mondiale de la jeunesse démocratique.
À la suite du rapprochement du congrès Rif et du congrès national africain, en lutte contre l'apartheid mis en place à partir de 1948 par le gouvernement Malan, Kathrada entre en contact étroit avec Nelson Mandela et Walter Sisulu.
En 1955, il participe à l'organisation du Congrès du peuple durant lequel est rédigée la charte de la liberté. En 1956, il est l'un des 156 accusés de haute trahison et est finalement acquitté 5 ans plus tard.
Après l'interdiction en 1960 de l'ANC et de diverses autres organisations anti-apartheid, Kathrada poursuit ses activités politiques et est régulièrement interpellé et l'objet d'assignation à résidence. Il entre dans la clandestinité au début de l'année 1963.

### Procès de Rivonia
Le 11 juillet 1963, Ahmed Kathrada est arrêté au siège d'Umkhonto we Sizwe. Il est inculpé de sabotage et de tentative de renversement du gouvernement par la violence. Le procès de Rivonia débute en octobre 1963 et s'achève en juin 1964 : Kathrada est condamné à la prison à vie au côté, entre autres, de Nelson Mandela, Walter Sisulu, Govan Mbeki, Raymond Mhlaba et Dennis Goldberg.

### Emprisonnement
Pendant 18 ans, Ahmed Kathrada est détenu à la prison de sécurité maximale de Robben Island. En octobre 1989, il est transféré à la prison de haute sécurité de Pollsmoor située près de la ville du Cap où il rejoint notamment Mandela et Sisulu.
Durant ces années en prison, Kathrada reprend ses études et obtient un baccalauréat universitaire en histoire et criminologie et un baccalauréat spécialisé en histoire et politique africaine grâce aux cours par correspondance de l'université d'Afrique du Sud.
Le 15 octobre 1989, Kathrada est libéré de prison au côté entre autres de Jeff Masemola, Raymond Mhlaba, Wilton Mkwayi et Walter Sisulu.

### L'homme politique
Après la levée de l'interdiction de l'ANC en février 1990, Ahmed Kathrada entre au comité de direction intérimaire de l'ANC et du parti communiste sud-africain. Il démissionne de cette dernière position après avoir été élu membre du Comité exécutif national de l'ANC en juillet 1991. Il est alors nommé à la direction des relations publiques de l'ANC.
En 1992, il effectue un pèlerinage à la Mecque.
Lors des premières élections sud-africaines non raciales au suffrage universel en avril 1994, Kathrada est élu député de l'ANC.  En septembre 1994, il est nommé conseiller politique de Nelson Mandela, le premier président noir du pays. Il est nommé parallèlement administrateur du musée de Robben Island (fonction qu'il exerce jusqu'en 2006).
En juin 1999, il se retire de la vie politique parlementaire.

### Mort
Ahmed Kathrada décède le 28 mars 2017 à l'âge de 87 ans des suites d'une opération.

### Vie privée
Jamais marié et sans enfant, Ahmed Kathrada avait, au moment de son arrestation, une liaison avec Sylvia Neame, militante anti-apartheid et militante du parti communiste sud-africain, arrêtée peu après lui. Après sa libération, il vit en couple avec Barbara Hogan (née en 1952), ministre de la Santé dans le gouvernement Motlanthe (2008-2009) et ministre des Entreprises publiques dans le gouvernement Zuma entre 2009 et 2010.

## Distinctions et récompenses
- Prix Isitwalandwe (récompense la plus élevée au sein de l'ANC)
- Docteur honoris causa de l'université du Missouri
- Docteur honoris causa de l'université d'État du Michigan
- Docteur honoris causa l'université du Kentucky
- Docteur honoris causa de l'université du Massachusetts
- Docteur honoris causa de l'université du Witwatersrand
- Titulaire du Pravasi Bharatiya Samman
- Élu 46e des 100 Greatest South Africans en 2004
- Chevalier de la Légion d'honneur Il est fait chevalier en 2015[3]